# أبو زرعة الدمشقي
أبو زُرعة الدمشقي، عبد الرحمن بن عمرو بن عبد الله بن صفوان بن عمرو النصري. (توفي في جمادى الآخرة 281 هـ)، أحد العلماء ومن رواة الحديث عند أهل السنة والجماعة. سكن دمشق وكانت داره عند باب الجابية شرق زقاق الأسديين. قال الذهبي: «لما قدم أهل الري إلى دمشق، أعجبهم علم أبي زرعة، فكنوا صاحبهم الحافظ عبيد الله بن عبد الكريم بكنيته.»

## أقوال العلماء فيه
- قال الذهبي: «الشيخ، الإمام، الصادق، محدث الشام.»[2] وقال: «جمع وصنف، وذاكر الحفاظ، وتميز، وتقدم على أقرانه، لمعرفته وعلو سنده.»[3]
- قال الخليلي: «كان من الحفاظ الأثبات.» [4]
- وقال السمعاني: «أحد أئمة الحديث، ومن له العناية التامة في طلبه.»[5]
- وقال ابن أبي حاتم: «كان رفيق أبي، وكتب عنه، وكتبنا عنه، وكان صدوقا ثقة.»[6]
- وقال المزي: «الحافظ شيخ الشام في وقته»[7]
- وقال الزركلي: «من أئمة زمانه في الحديث ورجاله.»[8]

## شيوخه وتلاميذه
- شيوخه ومن روى عنهم:

أبو نعيم الفضل بن دكين، وهوذة بن خليفة، وعفان بن مسلم، وأبي مسهر الغساني، وأحمد بن خالد الوهبي، وسليمان بن حرب، وعلي بن عياش، وأبي اليمان الحكم بن نافع، وأبي بكر الحميدي، وأبي غسان النهدي، وسعيد بن سليمان سعدويه، وعبد الغفار بن داود، وأبي الجماهر محمد بن عثمان التنوخي، وإسحاق بن إبراهيم الفراديسي، وسعيد بن منصور، وسليمان بن داود الهاشمي، وأحمد بن حنبل، ويحيى بن معين، وهشام بن عمار، ويحيى بن صالح الوحاظي، وخلق كثير بالشام والعراق والحجاز.
- تلاميذه ومن روى عنه:

أبو داود، ويعقوب الفسوي، وأحمد بن المعلى القاضي، وأبو بكر بن أبي داود، وإسحاق بن أبي الدرداء الصرفندي، وأبو الحسن بن جوصا، ويحيى بن صاعد، وأبو العباس الأصم، وأبو الحسن بن حذلم، وأبو يعقوب الأذرعي، وعلي بن أبي العقب، وأبو جعفر الطحاوي، وأبو القاسم الطبراني، وخلق كثير.

## مؤلفاته
من تصانيفه: كتاب (العلل في الحديث)، وكتاب (التاريخ)، وقد طبعه مجمع اللغة العربية بدمشق، في مجلدين، بتحقيق: شكر الله بن نعمة الله القوجاني.